# 大寧監
大宁监，中国宋朝的行政区划——监。
北宋灭后蜀。宋太祖开宝六年（973年），改大昌县盐泉所为大宁监，治所在今重庆市巫溪县城厢镇。宋太宗端拱元年（988年），大宁监徙治今巫溪县。属于夔州路。大宁监另领大昌县。元世祖至元二十年（1283年），大宁监改为大宁州。